# Alex Hanna
Alex Hanna é uma pesquisadora estadunidense transgênero, especializada em ética em inteligência artificial. Dirige o instituto de pesquisa DAIR.
É doutora em Sociologia pela Universidade Wisconsin-Madison. Em sua pesquisa, utilizou ferramentas computacionais para analisar movimentos sociais no Egito. Foi pesquisadora sênior no Google, do qual saiu com críticas à cultura tóxica da empresa, e professora na Universidade de Toronto.
Por seu trabalho, foi reconhecida em 2021 pelo Queer 50, que lista mulheres LGBT e não binárias na área tecnológica. Foi no mesmo ano considerada uma das cem mulheres mais brilhantes na área de ética em inteligência artificial.